# Vanessa Arraven
Vanessa Arraven, née le 23 octobre 1983 à Fontenay-aux-Roses et morte le 8 mai 2022 à Saint-Herblain, est une romancière française.
Ses textes, qui mettent en scène des héroïnes fortes, s'apparentent souvent à la fantasy urbaine. Elle s'inspire de mythes et légendes issus de cultures diverses, à travers le monde. Cependant, elle situe la plupart de ses intrigues en France.

## Biographie
Après des débuts dans le fanzinat (association MéluZine ; auteure dans les revues Borderline et Étreinte) sous le nom « Vanessa Lamazère », elle prend celui de Vanessa Terral. En 2009, elle crée un projet d'édition amateur et fonde pour cela l'association Transition. Son premier roman, L'Aube de la guerrière, est publié en 2012,,, puis Cinq pas sous terre en 2013, d'abord édité sous forme de feuilleton numérique avant la parution du livre. Sort ensuite Le Gardien de la Source en 2016, où le fantastique devient moins présent pour se faire sentir avant tout dans l'ambiance, un parti pris qu'elle renouvelle pour son quatrième roman : Seul un homme. C'est avec cette publication qu'elle change de nom de plume pour l’actuel.
Conteuse, elle donne aussi des conférences, en particulier sur le chamanisme. Son intérêt pour le développement personnel et les spiritualités l'a amenée à se former à la CNV (Communication Non Violente, méthode de Marshall Rosenberg), au reiki et auprès de Laurent Huguelit, enseignant pour la branche française de la Foundation for Shamanic Studies. Elle se revendique elle-même chaman et publie un ouvrage sur le sujet.
Elle meurt brutalement le 8 mai 2022 à Saint-Herblain.

## Œuvres

### Romans
- L'Aube de la guerrière, 2012, Éditions du Chat Noir[12]
- Cinq pas sous terre[13], 2013, éditions du Petit Caveau
- Le Gardien de la source, 2016, éditions Pygmalion
- Seul un homme, 2020, Éditions Pygmalion

### Romans courts
- L'Ivresse du djinn (anthologie Black Mambo), 2015, éditions du Chat noir

### Recueil de nouvelles
- Ainsi commence la Nuit, 2012, Thebookedition (autopublication)

### Nouvelles isolées
- Au fond des solitudes de métal et d'agate, anthologie Ghost stories, 2011, Éditions Asgard
- Les Flûtes enchantées : Une nouvelle enquête d'Hélianthe Palisède, Éditions du Chat noir, collectif Les Enfants de Walpurgis, 2011
- L’Étincelle en moi (Anthologie Saisons Païennes), 2012, éditions du Chat Noir[14]
- Le Dernier Ours d'Arctique, anthologie Chants de Totems, 2012, Éditions Argemmios
- Ceux qu'on caillasse (Anthologie Zombies et autres infectés), 2014, éditions Griffe d'Encre
- Par ton regard, 2014, éditions Láska
- Contes nippons au coin du feu, 2017, Éditions Hystérie,  (ISBN 979-10-96218-01-1).

### Non-fiction
- Mon cahier chamane, 2021, Éditions Solar,  (ISBN 978-22-63158-95-7)

## Distinctions
- L'Aube de la guerrière : prix "Coup de cœur ados" du Salon du livre de Saint-Lys, en novembre 2014[15]